# 大麻使用障害
大麻使用症（たいましようしょう、英: Cannabis use disorder、CUD）は、大麻依存（cannabis addiction）としても知られており、心身の障害や極度の不快感につながるほど大麻を使用することである。大麻使用症は、意図したよりも多くの大麻を使用してしまう、使用量を減らすことができない、大麻の使用により仕事や学校に支障をきたす、大麻を使用するために他の活動を減らす、使用による健康障害があるにもかかわらずやめない、などが含まれる。その他の問題には、大麻の離脱症状やその効果に対する耐性などがあげられる。
危険因子には、喫煙、家族歴、貧困などがあげられる。CUD患者が大麻を使用する理由には、社会に順応するため、実験のため、快楽のため、ストレス管理をするため、などである。診断は、尿、血液、唾液、毛髪中の大麻の検査によって裏付けられる。
治療には、認知行動療法や動機づけ面接などのカウンセリングが含まれる。2020年時点では、薬剤を用いる治療を支持する十分な証拠はない。CUD患者の約7%が1年に1回治療を受けているが、治療を受けても、大麻使用を続ける人は多い。
2018年には世界中で約1億9200万人（成人の3.9％）が大麻を使用していた。大麻の使用率は、北米で15％、オーストラリアとニュージーランドで11％と比較的一般的に使用されている。大麻を毎日使用する人の半数近くが大麻使用症を発症する。米国では、十代の子供の約3.4％と成人の1.5％が大麻使用症に罹患している。女性よりも男性に多くみられる。発症は10代または20代に最も多くみられる。